# جیمز گیلری
جیمز گیلری (انگلیسی: James Gillray؛ ۱۳ اوت ۱۷۵۷ – ۱ ژوئن ۱۸۱۵) یک تصویرگر و کاریکاتوریست اهل انگلستان بود.

## نگارخانه

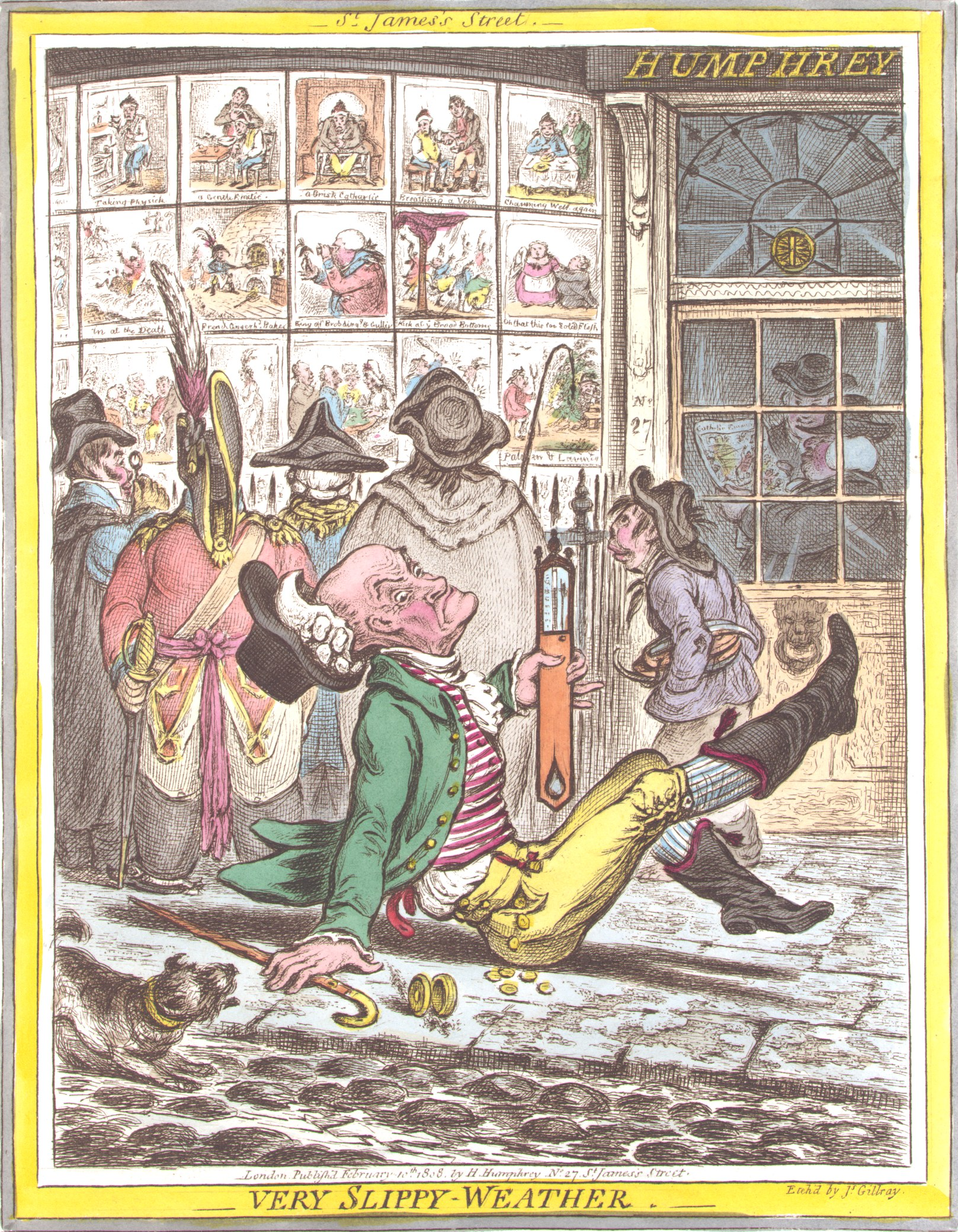
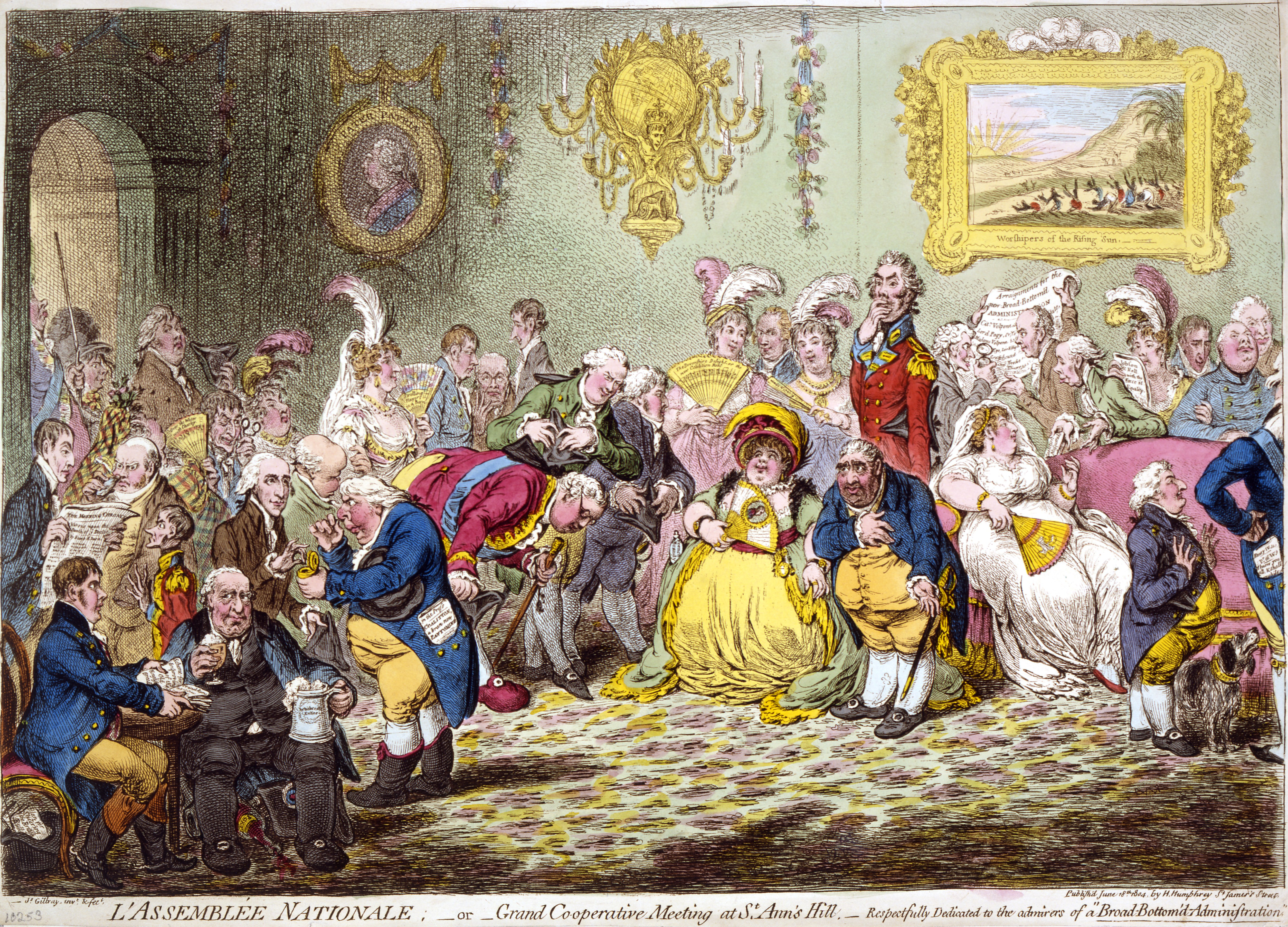
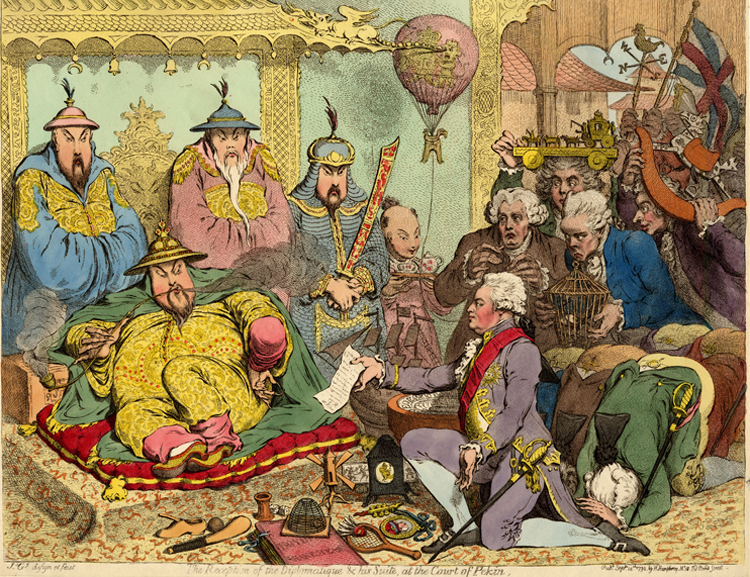
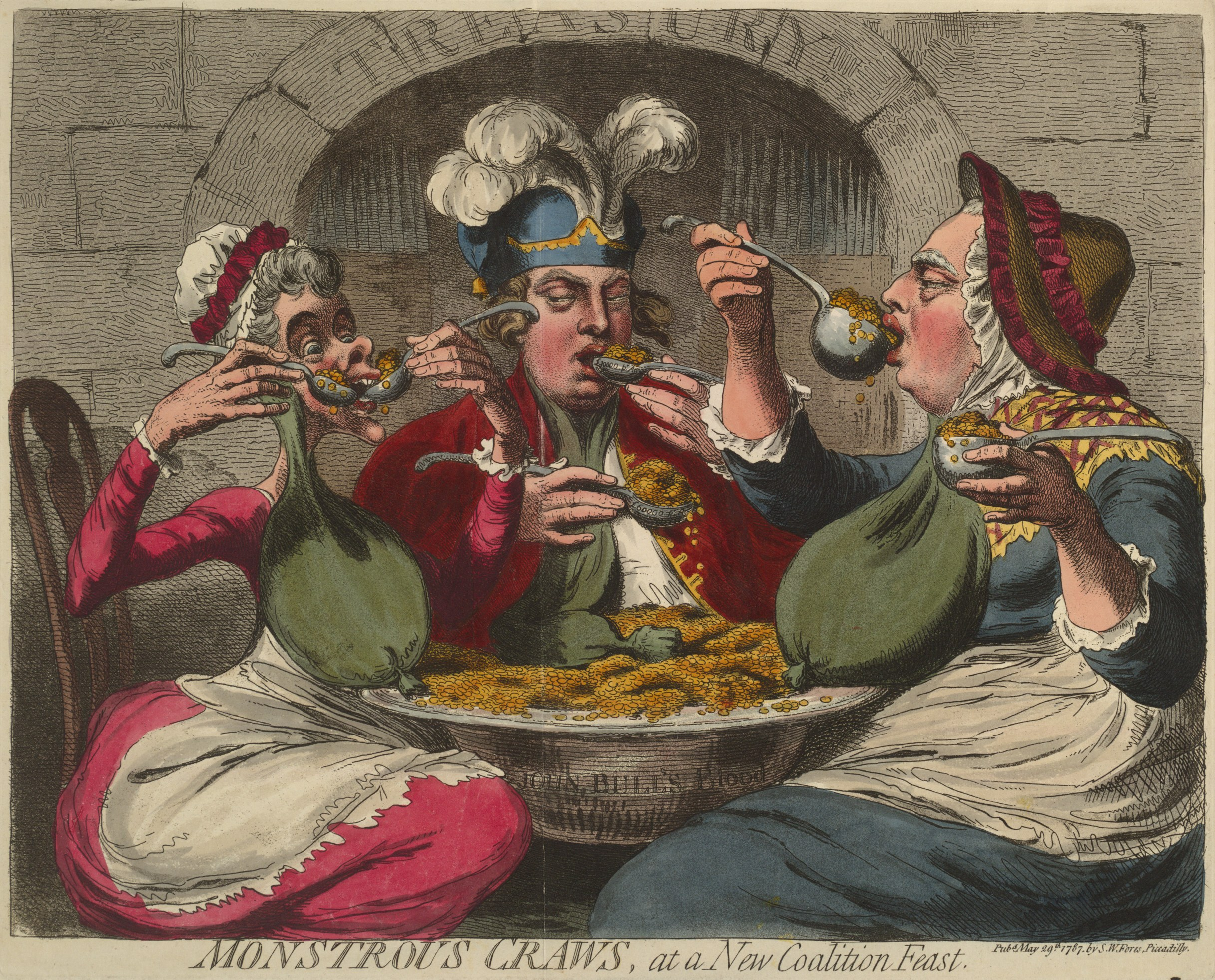
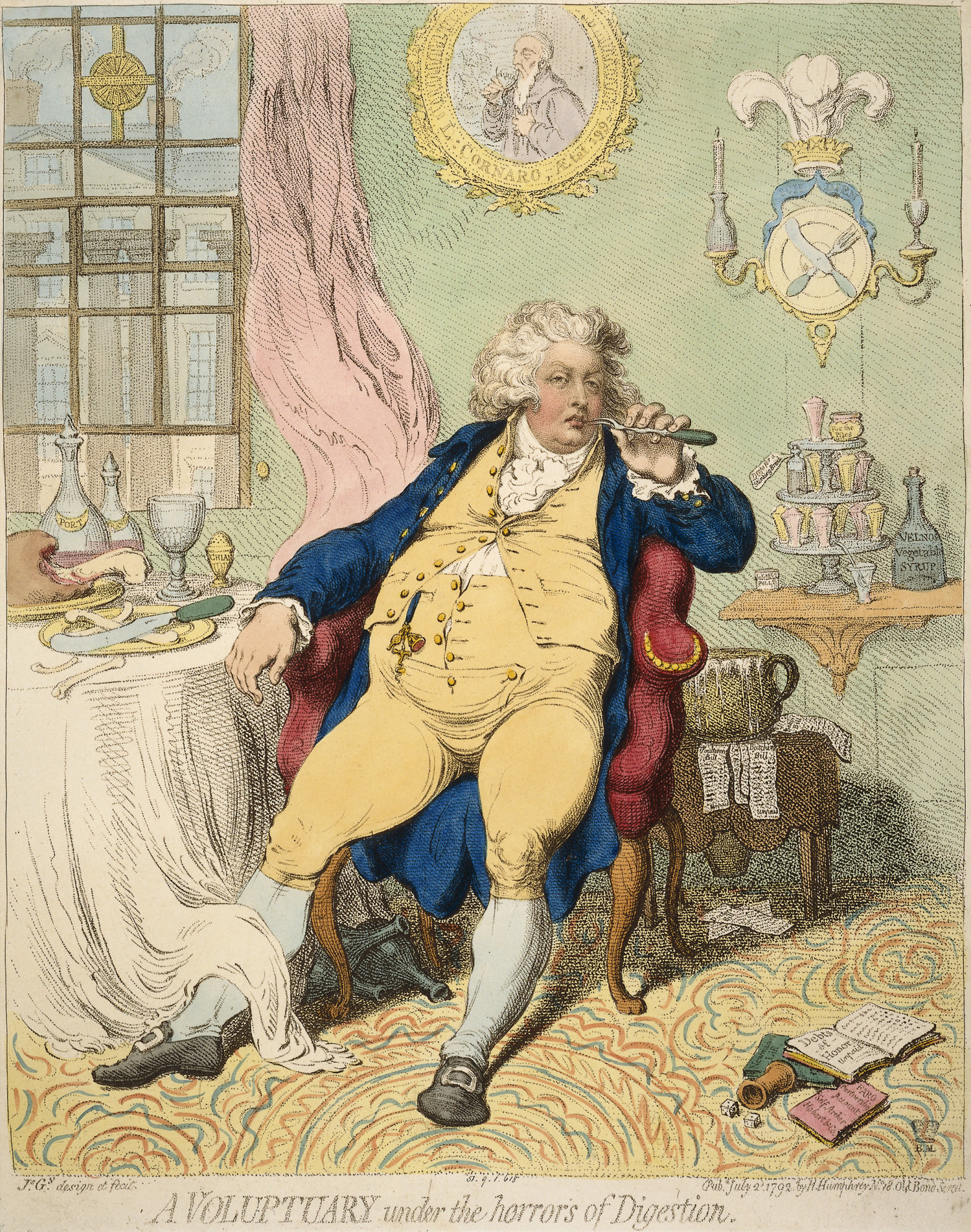
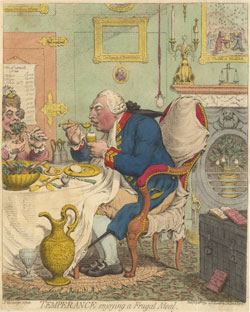
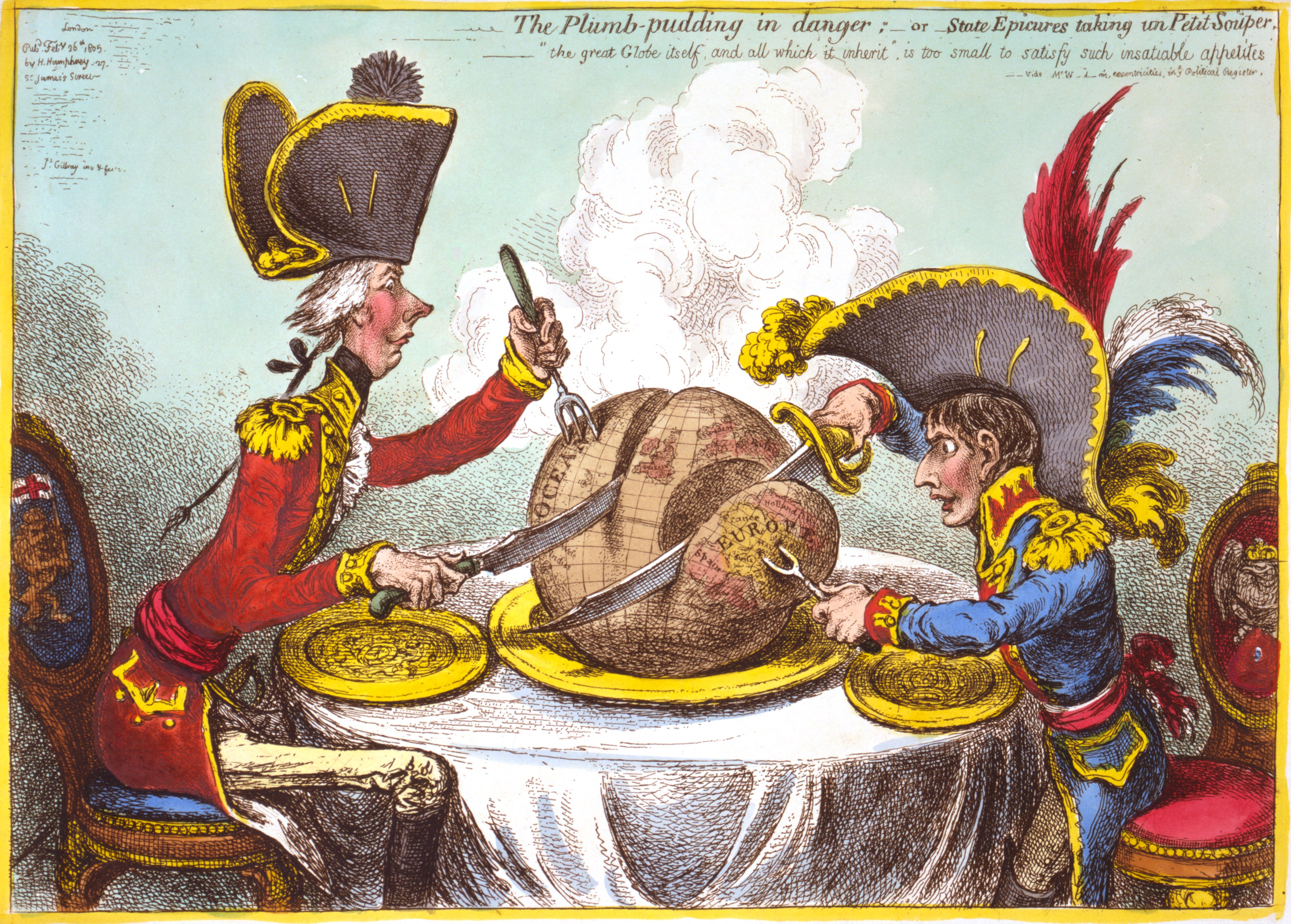
خطر قارچ‌شدنِ عمودی پودینگِ زمین، ۱۸۰۵ م
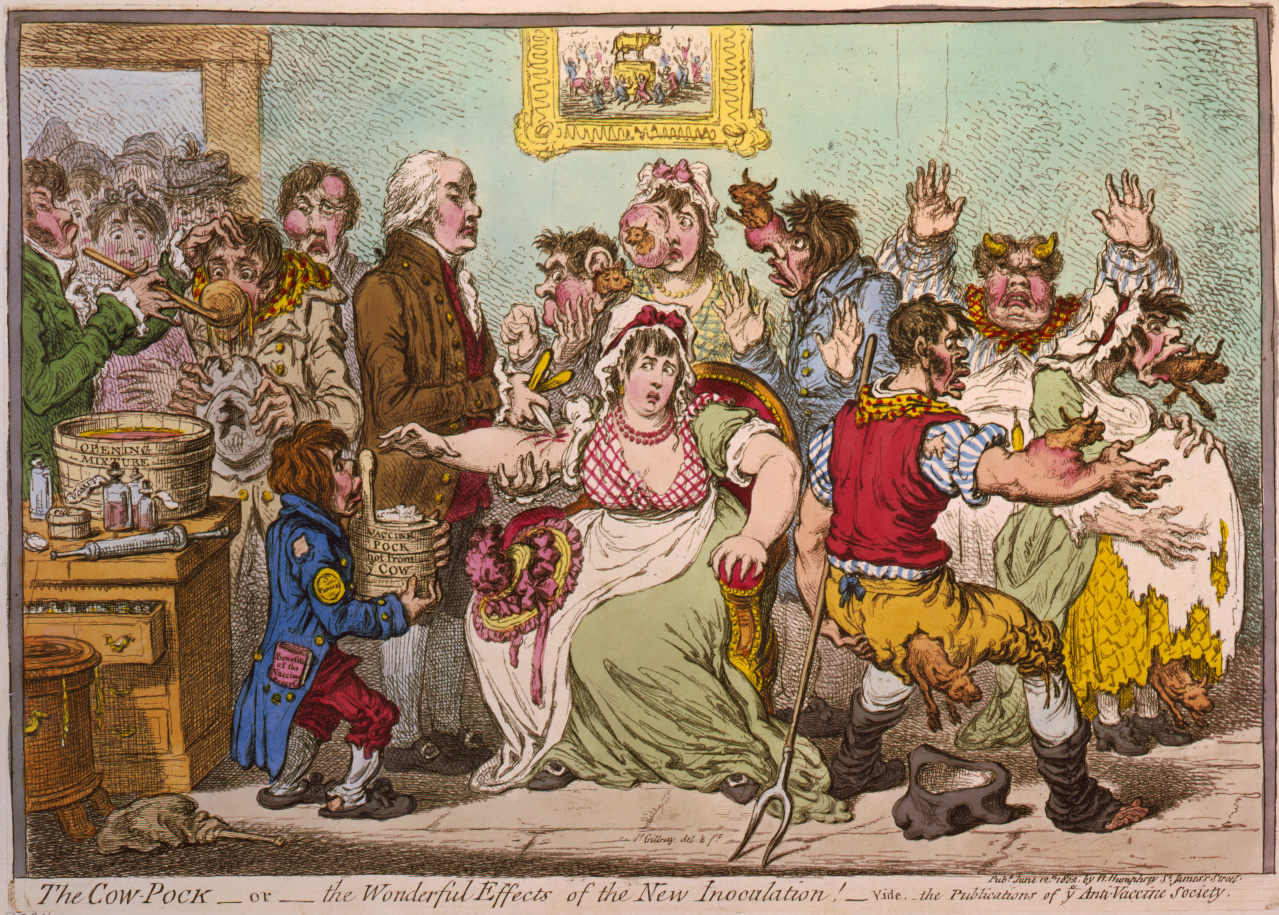
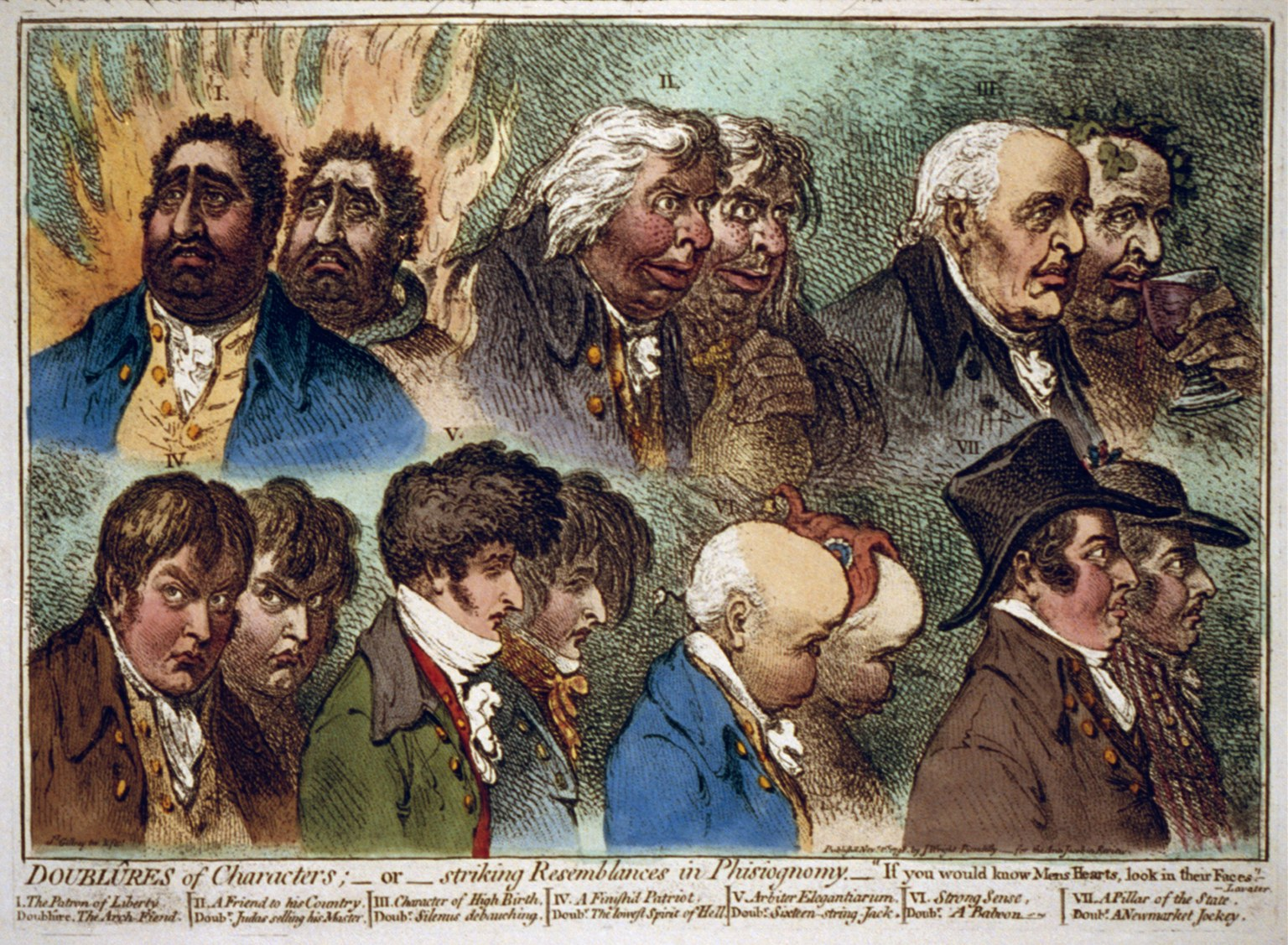
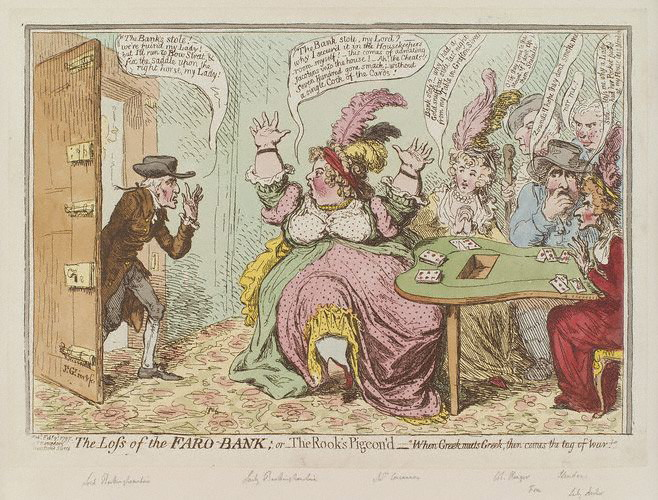